# أول غيافر
أول غيافر (بالنرويجية البوكمول: Ole Giæver)‏ هو كاتب سيناريو ومخرج وممثل نرويجي، ولد في يوليو 1977 في ترومسو في النرويج.

## وصلات خارجية
- أول غيافر على موقع IMDb (الإنجليزية)
- أول غيافر على موقع ألو سيني (الفرنسية)
- أول غيافر على موقع أول موفي (الإنجليزية)
- أول غيافر على موقع قاعدة بيانات الفيلم (الإنجليزية)
- أول غيافر على موقع كينوبويسك (الروسية)